# Pandemia de COVID-19 en Ecuador
La pandemia de COVID-19 en Ecuador fue el resultado del contagio masivo de COVID-19 en la población ecuatoriana, y que inició en Wuhan, China. El brote de neumonia atípica comenzó a finales de diciembre en China, se expandió rápidamente desde inicios de 2020 a todos los países del mundo y a mediados de febrero llegó a Latinoamérica.
En Ecuador, el primer caso registrado como confirmado fue importado desde Madrid, España: una mujer de 71 años de edad que arribó al país el 14 de febrero, posteriormente presentó síntomas relacionados con la enfermedad, pero no fue hasta el 29 de febrero que el Ministerio de Salud Pública de Ecuador anunció el primer caso confirmado de coronavirus, siendo el tercer país de la región en presentar infectados dentro de su territorio.
Durante los primeros días de marzo se confirmaron otros 10 casos más de COVID-19 en el país, y la observación de conexiones y allegados de los casos positivos realizada por el Ministerio de Salud Pública de Ecuador alcanzaba las 177 personas en las provincias de Guayas y Los Ríos. También se dio a conocer la cuarentena obligatoria de un navío en el puerto de Guayaquil, debido a que una de las personas que se encontraba en el buque ecuatoriano de guerra era familiar de la paciente cero y tuvo contacto con la misma. Alrededor de 50 personas estaban dentro de la embarcación que se mantuvo aislada.
El 13 de marzo se registró la primera muerte por COVID-19 en el país, quien fuera la primera infectada que llegó desde España. Al 14 de marzo quien fuera hermana de la paciente cero de Ecuador, fallece por la misma causa. Los casos reportados para el 26 de marzo eran 1382 confirmados en 21 provincias del país, el Ministerio de Salud comunicó de 34 decesos, procedentes en su mayoría de las provincias del Guayas, Pichincha y Los Ríos, en la información también se registró a 1778 casos sospechosos, junto con 1676 descartados, y se mantiene la cifra de pacientes recuperados en 3.
Catalina Andramuño, quien fuera Ministra de Salud Pública durante la primera etapa de brote de la pandemia en el país, afirmó que las cifras se seguirían duplicando diariamente, porque el país se encontraba en la fase de contagio comunitario. Además, el gobierno nacional decidió restringir la libre circulación de las personas para evitar la propagación del COVID-19.
A un mes del primer caso confirmado en el país, el 29 de marzo ya se registraban 1924 casos confirmados y 58 víctimas por el COVID-19, además existen infectados en 23 de las 24 provincias del Ecuador. La provincia del Guayas, la más afectada por el brote, contenía 1377 contagios en sus ciudades y poblados. El 1 de abril se contabilizaban 2758 contagios y 98 fallecidos según las cifras oficiales del gobierno ecuatoriano, convirtiéndolo en el país sudamericano con mayor cantidad de afectados per cápita. Al 10 de abril se contabilizaron 7161 casos de contagio en el país junto a 297 fallecidos; esta cifra en relación con la del día anterior de 4965 refleja una subida de 2466 casos en menos de 24 horas, que se explica por la implementación de las pruebas rápidas para la detección de los casos según la ministra de Gobierno María Paula Romo. El 10 de mayo del 2022, luego de una serie de reajustes de cálculos en el número  de casos confirmados, el Ministerio de Salud anunció el número de casos confirmados en 29 559, la cifra de fallecidos en 2127, a lo cual se debe sumar 1515 decesos bajo sospecha del nuevo virus.
El puerto principal del Ecuador, Guayaquil fue, entre abril y mayo de 2020, la que experimentó a ritmo creciente el contagio comunitario. Sin embargo, desde el 23 de julio de 2020, la capital del país, Quito D.M., sobrepasa con el número de casos confirmados a Guayaquil, y se convierte en el nuevo epicentro de la pandemia en la nación.
En mayo del 7 de mayo de 2022, el gobierno anunció la cifra de 870 526 casos confirmados y 35 598 fallecidos a causa de COVID-19. Un año después, el 12 de mayo de 2023, se comunicó que la cifra aumentó a 1 065 013 casos confirmados y 67.527 fallecidos. 

## Estadísticas

### Casos por provincias
| Provincias                     | Casos   |
| ------------------------------ | ------- |
| Pichincha                      | 322 074 |
| Guayas                         | 134 867 |
| Manabí                         | 55 084  |
| El Oro                         | 49 234  |
| Azuay                          | 42 393  |
| Loja                           | 33 471  |
| Imbabura                       | 29 530  |
| Tungurahua                     | 26 877  |
| Cotopaxi                       | 17 998  |
| Los Ríos                       | 17 292  |
| Santo Domingo de los Tsáchilas | 16 764  |
| Chimborazo                     | 15 964  |
| Cañar                          | 14 487  |
| Esmeraldas                     | 14 007  |
| Carchi                         | 13 166  |
| Bolívar                        | 11 669  |
| Morona Santiago                | 10 488  |
| Sucumbíos                      | 8 787   |
| Napo                           | 6 779   |
| Santa Elena                    | 6 521   |
| Orellana                       | 5 845   |
| Pastaza                        | 5 304   |
| Zamora Chinchipe               | 5 223   |
| Galápagos                      | 3 101   |
| Total Nacional                 | 866 925 |

## Cronología

### 2020

#### Enero
El 21 de enero de 2020 un ciudadano chino de 49 años llegó a Ecuador y tres días después presentó síntomas tales como tos, fiebre, dolor torácico, signos de insuficiencia renal y respiratoria. Debido a esto decidió ir a un hospital de Quito. El 1 de febrero los exámenes clínicos del paciente sospechoso dieron positivo para una infección diferente al COVID-19, y el 4 de febrero las autoridades sanitarias del Ecuador descartaron oficialmente que el caso sospechoso se tratara de COVID-19 de Wuhan.

#### Febrero
El primer registro por coronavirus dentro del país, se dio el día 29 de febrero de 2020, con un caso importado de España por una ciudadana ecuatoriana residente en la nación antes mencionada en un vuelo desde Madrid hasta la ciudad portuaria de Guayaquil. La afectada arribó asintomática el 14 de febrero, y viajó hacia su entorno familiar en Babahoyo, lo que expuso a varias personas que para entonces según el Ministerio de Salud precedido por la ministra encargada, Catalina Andramuño, se encontraban en cuarentena y esperando resultados de laboratorio.

#### Marzo
Un día después del anuncio inicial del primer caso de COVID-19 en la nación, el Ministerio de Salud informó 5 nuevos casos por contagio local, los nuevos pacientes según Andramuño se encontraban asintomáticos y pertenecían al núcleo familiar principal de la primera persona infectada. Así mismo se informó de alrededor de 149 personas con cerco epidemiológico en Guayaquil y Babahoyo.
El 2 de marzo de 2020 el gobernador de la provincia del Guayas, Pedro Pablo Duart Segale, publicó en su cuenta de Twitter un mensaje indicando que "El virus más peligroso es el miedo" para animar al público a asistir a un partido de fútbol a celebrarse el 4 de marzo de 2020 entre los equipos Barcelona Sporting Club e Independiente del Valle, hecho que se destaca en la cronología de incidencia de contagios en Guayaquil.
Al finalizar el día 2 de marzo, un boletín de prensa confirmó un caso más de coronavirus en el país, relacionado igualmente con la primera portadora del virus, los 6 casos relacionados al paciente cero, se mantuvieron aislados y con síntomas leves hasta el momento como lo indicaba el Ministerio de Salud Pública del Ecuador (MPS).
Los casos aumentaron a 10 confirmados al día 3 de marzo, cuando nuevo información llegó a través del Instituto Nacional de Investigación de Salud Pública (Inspi), según la información presentada por el MSP, el protocolo de vigilancia activa estaba en proceso, al igual que 177 personas estaban en un cerco epidemiológico por el contacto cercano al primer paciente diagnosticado con COVID-19. El cerco epidemiológico se redujo a 121 personas al día siguiente luego de descartar algunos contactos, la paciente cero hasta el momento se encontraba con pronóstico reservado.
El 5 de marzo, un buque de guerra, el BAE Chimborazo fue sometido a cuarentena, ya que uno de sus tripulantes era familiar y tuvo contacto con la primera mujer en la que se detectó la enfermedad. 50 marinos se encontraban bajo observación. Así mismo se informó de 3 nuevos casos confirmados, ascendiendo el número de infectados a 13 en el país, ninguno de los casos reportados estaba en necesidad de atención hospitalaria de emergencia, a excepción del paciente cero. Más tarde llegaron los análisis respectivos del marino a bordo del buque, y se indicó que era negativo para el COVID-19, aun así el Ministerio de Salud, no dejó desembarcar a los tripulantes del buque hasta unos días después. Uno de los marinos a bordo desobedeció el aislamiento obligatorio y fue interceptado por la policía nacional en el Aeropuerto Internacional José Joaquín de Olmedo de Guayaquil, tuvo que ingresar nuevamente a la embarcación hasta el término del confinamiento.
Al día 7 de marzo se detectó un caso positivo en la provincia de Sucumbíos, en la Amazonía ecuatoriana, se trataría de un turista que arribó a Quito desde el Reino de los Países Bajos (Holanda), y se había trasladado a Nueva Loja a través de un bus de agencia turística con 12 extranjeros más y dos guías ecuatorianos, más tarde se dio a conocer que ninguno había sido contagiado con la nueva cepa de coronavirus, los ciudadanos extranjeros retornaron a su país y el cerco epidemiológico se activó en la provincia amazónica.
Un nuevo informe del MSP llegó el 8 de marzo, ratificando los 14 casos confirmados en la nación sudamericana, también se informó que 2 de los 14 pacientes se encontraban hospitalizados, la paciente cero, y el turista procedente de Holanda, que se mantenían con pronóstico reservado, los 12 casos activos más estaban en aislamiento domiciliario, y con síntomas leves. Más tarde se confirmó un caso más de coronavirus relacionado con la paciente cero en Ecuador, contando ya 15 casos detectados.
El 10 de marzo los casos alcanzaron la cifra de 17 personas, un nuevo caso se reportó de un ciudadano holandés que se encontraba dentro de territorio ecuatoriano en la provincia de Sucumbíos. Luego fue trasladado a un hospital en Quito para ser llevado a terapia intensiva. Sus 12 acompañantes, dieron negativo para el COVID-19, y regresaron a sus países mientras el caso seguía con pronóstico reservado. El turista extranjero proveniente de Holanda, fue trasladado desde un hospital de la provincia de Sucumbíos a Quito, el MSP informó que su pronóstico era reservado.
Los reportes del 10 de marzo, confirmaron 2 casos más en el país, sumando 17 pacientes en el Ecuador con el COVID-19. El Ministerio de Salud Pública mencionó que uno de los casos estaba relacionado al paciente cero, y el segundo correspondía a un contacto del ciudadano de nacionalidad paraguaya que se le detectó positivo para el virus una vez había regresado a su nación.
Luego de la declaratoria de Estado de emergencia en todo el territorio nacional por parte del gobierno ecuatoriano el 12 de marzo, se informó se dos casos más de coronavirus en el país, aumentando a 19 infectados en la zona.
Al día 13 de marzo la cifra sumaba 20 contagiados por coronavirus en Ecuador, el nuevo caso de nacionalidad ecuatoriana, arribó a Quito desde Nueva York, presentaba síntomas leves y se trataba de un nuevo caso importado. Por otra parte, el vicepresidente de la nación, Otto Sonnenholzner, mencionó el fallecimiento de una ecuatoriana residente en Italia debido al exponencial crecimiento de casos en mencionado país. Más tarde, a través de una rueda de prensa, la ministra de Salud, Catalina Andramuño, anunció la primera muerte por coronavirus en el territorio, se trataba de la paciente cero, que se encontraba hospitalizada y con pronóstico reservado hasta la noche del día anterior. Además del aumento de 3 casos importados de España y Suecia, actualizando los datos a 23 pacientes confirmados con coronavirus.
Para el 14 de marzo los casos ascendieron a 28 confirmados, los cinco nuevos casos corresponderían a personas extranjeras, que llegaron al país a las provincias de Pichincha, Guayas y Azuay, también se reportó la segunda muerte en el país por la enfermedad, la víctima se trataba de un familiar cercano de la paciente cero. Hasta el momento se encontraban 5 personas hospitalizadas y dos en estado crítico.

Número de casos (azul) y número de muertes (rojo) en una escala logarítmica.

Se comunicó a través de redes sociales y rueda de prensa virtual de 37 casos positivos para el coronavirus el 15 de marzo de 2020, de las mismas tres estaban hospitalizadas y 2 con pronóstico reservado además el cerco epidemiológico evaluado por el Ministerio de Salud Pública, llegaba a las 273 personas.
La cifra empezó a duplicarse desde el día 16 de marzo cuando alcanzó los 58 infectados por la enfermedad, esta vez se informó de 7 personas con asistencia hospitalaria y 2 personas con condición reservada. Se registró al primera infección en la provincia de Manabí.
Un informe del Instituto Nacional de Investigación en Salud Pública (INSPI), señaló a 111 personas positivas para COVID-19, el 17 de marzo, posteriormente se actualizó la cifra a 155 casos el día siguiente, en provincias como El Oro y Santa Elena, esta última ya no cuenta con sus infectados señalados debido a que los pacientes eran procedentes de la ciudad de Guayaquil, y se trasladaron a un hospital de mencionada ciudad.
El 19 de marzo, el Fondo Monetario Internacional había analizado preliminarmente, que la infraestructura sanitaria en Ecuador estaba en el grupo de países más preparados para afrontar la pandemia en todo el continente.
Se registró otro aumento el 19 de marzo, se mencionó por la mañana a 199 casos positivos para el nuevo coronavirus y alrededor de 9 provincias afectadas por el brote. Sin embargo, más tarde se aumentó a 260 casos en todo el territorio, con 15 provincias con pacientes infectados y un fallecido más por la enfermedad, además, el cerco epidemiológico ascendió a 746 personas en aislamiento, se descartaron 412 casos y se recuperaron de la enfermedad 3 personas.
Los casos llegaron a 367 positivos al 20 de marzo, se conoció un fallecido más en la ciudad de Guayaquil, un hombre de 65 años de edad que previamente se encontraba hospitalizado, también se mencionó que la provincia del Guayas es la que contenía a la mayor parte de los pacientes infectados, con 263 casos en sus cantones, de la misma forma 483 casos fueron descartados en todo el territorio y sumaban ya, 5 fallecidos por la enfermedad. El segundo reporte del día, arrojó a 426 pacientes positivos para el COVID-19, el informe también registró el aumento en el cerco epidemiológico a 1213 personas, los sospechosos a 711 y existen 7 decesos por la enfermedad. El 21 de marzo, la ministra de Salud, Catalina Andramuño, presenta su renuncia al cargo en medio de la emergencia sanitaria. El mismo día fue designado como nuevo Ministro de Salud el Dr. Juan Carlos Zevallos mediante decreto ejecutivo 1018 por el presidente Lenín Moreno.
El vicepresidente de la nación, Otto Sonnenholzner, mencionó las nuevas cifras desde el Comité de Operaciones de Emergencia (COE) de Samborondón el día 22 de marzo, según el informe presentado, existían 789 casos confirmados en todo el territorio nacional, siendo aún la provincia del Guayas la más afectada con 607 casos reportados. Además de 1347 personas dentro del cerco epidemiológico, 699 casos sospechosos y se contabilizaban 14 fallecidos por COVID-19.
Se superó el millar de contagios confirmados el día 24 de marzo, siendo exactamente 1082 infectados a nivel nacional, 1225 casos descartados y 27 personas fallecidas, la ciudad de Guayaquil se declara con el centro del brote, teniendo la mayor cantidad de contagios además de ser comunitario.
Para el 26 de marzo sólo la provincia del Guayas confirmó a 1021 personas contagiadas dentro de su territorio, de los 1403 casos confirmados en el territorio nacional, los casos recuperados se mantenían en 3, y la cifra de fallecidos aumentó a 34.
El 31 de marzo se actualizó la cifra a 2302 confirmados, más de 1500 de ellos en la provincia del Guayas, 79 personas fallecidas y 67 decesos por comprobar, la personas con alta hospitalaria ya eran 58, y los sospechosos bordeaban las 3500 personas.

#### Abril
Al primero de abril el Ministerio de Salud Pública de Ecuador, informó de 2748 casos confirmados y 93 personas fallecidas al corte matutino, según el artículo oficial, existían 58 altas hospitalarias y 2799 casos descartados, con estos datos se confirmaba que las 24 provincias del Ecuador contenían en sus territorios casos positivos para el COVID-19.
Los casos confirmados aumentaron a 3368 el día 3 de abril, 3661 personas con sospecha, 145 fallecidos y 71 con el alta hospitalaria, además de 101 decesos probables, la ciudad de Guayaquil con la mayoría de los casos del país, enfrenta una emergencia de salubridad con el sistema de levantamiento de cuerpos y defunciones. Para el 5 de abril las cifras se elevaron a 3646 casos confirmados, 180 decesos confirmados junto a 159 defunciones probables por COVID-19, y 100 altas hospitalarias a lo largo del territorio ecuatoriano.
El 7 de abril el registró oficial arrojó a 220 personas fallecidas con 182 decesos probables por COVID-19, 3995 casos confirmados a nivel nacional, 140 casos con alta hospitalaria y todas las provincias al menos contienen dos casos en sus cantones. La provincia del Guayas, continúa con un ritmo aún más creciente con alrededor de 2706 casos con alrededor del 67,7 % de todos los contagios a nivel nacional.
El 10 de abril el informe nacional aumentó la cifra a 7161 casos confirmados, con 297 personas fallecidas y 368 altas hospitalarias.
A un mes del anuncio de la emergencia sanitaria en el territorio nacional, el 17 de abril de 2020 se contabilizaba 8450 casos confirmados,  421 personas fallecidas junto a 675 decesos probables por COVID-19, además de 8075 casos descartados y 922 altas hospitalarias, la provincia del Guayas es fuertemente golpeada por la pandemia, sólo la ciudad portuaria de Guayaquil tiene 4354 casos y 137 muertes.
Un aumento considerable del 103,2 % de los casos confirmados en Ecuador, se vio reflejada en los datos oficiales el 24 de abril luego de la decisión del Ministerio de Salud Pública de agregar a las cifras de las pruebas rápidas a nivel nacional, llegando a un total de 23 138 infectados, 1366 altas hospitalarias y 576 personas fallecidas por el COVID-19 en el país, además el portavoz actual del MSP, el ministro de salud Juan Carlos Zevallos, indicó que se manejará un nuevo registro y publicación de datos.
A fines de abril, la provincia del Guayas en Ecuador fue presentada por el Financial Times como "la localidad con mayor incremento de muertes en el mundo".

#### Mayo
Al primero de mayo, el país registra 26 336 casos confirmados, 1913 pacientes recuperados, 1063 personas fallecidas junto a 1606 decesos probables, y 29 226 casos descartados,   Guayaquil, continúa siendo la ciudad con más contagios por el brote, con 8074 casos.
Según datos del Registro Civil del Ecuador, entre el 1 de marzo al 15 de junio del 2020, se registraron 20 mil muertes por encima del promedio de años anteriores.

#### Junio
En el mes de junio la provincia de Pichincha registró un aumentó en casos confirmados, el 30 de junio en 24 horas sumó 139 nuevos casos y 4 fallecidos.
Otra de las provincias que también reportó un aumento de contagios fue Manabi reportado el 30 de junio 98 casos nuevos y 4 fallecidos, mientras que la provincia del Guayas solo presentó 12 casos nuevos y 5 fallecidos en el mismo periodo, lo que representó una gran disminución, aunque aún se mantiene como la provincia con más casos confirmados a nivel nacional.
También durante este mes 122 de cantones de los 221 cantones del país flexibilizaron varias medidas del confinamiento, debido a una disminución en contagios.

#### Julio
El 23 de julio la ciudad de Quito se convirtió en la ciudad con más casos confirmados en el país con 11 900, al superar a Guayaquil que acumuló durante el mes solo 11 788 casos. Aunque todavía Guayaquil mantiene un alto promedio de mortalidad con 1088 fallecidos, frente a los 582 qué se presentan en Quito.
Hasta finales del mes se realizó un relajamiento en las medidas de restricción y confinamiento, debido a que varios cantones del país presentaron un decrecimiento en la cifras de contagiados, solo 14 de los 221 cantones mantuvieron sus medidas de restricción.

#### Agosto
A mediados de agosto, Pichincha se consolido como la provincia con mayor número de casos confirmados, reportando 19057 casos, frente a 17 993 que reportó la provincia del Guayas, aunque esta última todavía continúa teniendo un mayor porcentaje de mortalidad.
El 26 de agosto se anunció la finalización del estado de excepción a mediados del próximo mes.

#### Septiembre
El 12 de septiembre finalizó el estado de excepción a nivel nacional, que limitaba la  movilidad y las reuniones sociales, sin embargo los municipios a partir de este mes tienen la potestad de ubicar nuevas reglas.
A finalizar el mes, Pichincha continuó siendo la provincia más afectada con 35 515 casos confirmados.

#### Octubre
Desde el 12 de agosto, Pichincha continúa siendo la provincia con mayor número de contagiados, aunque en los hospitales se presentó una disminución en la llegada de pacientes en busca de una Unidad de cuidados intensivos (UCI). Investigadores de la Universidad de las Américas desarrollan el kit de diagnóstico molecular de COVID-19 ECUGEN. Éste es el primer kit de detección de SARS-CoV-2 por RT-PCR producido en Ecuador y segundo en Sudamérica.
Las autoridades también informaron que se encontraban contactando a productores de la Vacuna contra la COVID-19.

#### Noviembre
A inicios de noviembre, luego de finalizar el feriado más largo del año del día de los difuntos y la Independencia de Cuenca, en Guayaquil se presentó un aumento de casos confirmados de la enfermedad y también en la ocupación de las Unidades de cuidados intensivos. La alcaldesa Cynthia Viteri el 4 de noviembre anunció que se retomarán las medidas de control y la prohibición de eventos masivos para los feriado del próximo mes de Navidad y Fin de Año.

#### Diciembre
Algunos cantones del país anunciaron medidas de restricción para los feriados de Navidad y Fin de Año, debido al aumento de casos de COVID-19 a nivel nacional. Mientras que el 21 de diciembre el gobierno nacional decreto un nuevo estado de excepción con las siguientes medidas:
1. Estado de excepción a nivel nacional por 30 días.
2. Toque de queda y ley seca durante 15 días, a partir del 21 de diciembre de 22:00 a 04:00 h.
3. Restricción vehicular a nivel nacional
4. Los centros comerciales, trabajaran de 08:00 a 22:00 h, con un aforo del 50 %.
5. Los restaurantes y hoteles podrán funcionar con un aforo de 30 %.
6. Cierre de las playas los días 24, 25 y 31 de diciembre de 2020 y 1 de enero de 2021.
7. Cierre de bares, discotecas y centros de diversión nocturna.
8. Limitación de reuniones sociales a un máximo de 10 personas.
9. Prohibición de quema de monigotes en espacios públicos.

El 29 de diciembre miles de hichas del Barcelona Sporting Club, celebrando en Guayaquil el triunfo obtenido en la Campeonato Ecuatoriano de Fútbol, a pesar del toque de queda.

### 2021

#### Enero
EL 11 de enero de 2021 se reportó el primer caso de una infección del linaje B.1.1.7 (variante Alfa) del SARS-CoV-2 detectado en Ecuador.
En este mes iniciaron las campañas para las Elecciones generales de 2021 en medio de la crisis sanitaria y el estado de excepción, el cual llegó a su fin el 3 de enero debido a que la Corte Constitucional lo declaró inconstitucional.
El 21 de enero mediante un plan piloto inicio la vacunación contra la COVID-19 a nivel nacional, priorizando al personal de salud, residentes y cuidadores geriátricos.

#### Febrero
El 7 de febrero de 2021 se llevaron a cabo las elecciones generales de 2021 donde alrededor de 13 millones de ecuatorianos fueron a las urnas, en medio de la crisis sanitaria del país. Al igual que en las fiestas de Navidad y fin de año, el gobierno decretó algunas restricciones para el feriado de carnaval, sin embargo, en algunos balnearios y playas del país, como en Montañita, se presenciaron varias incivilidades y aglomeraciones, que trajeron consigo un crecimiento en la tasa de contagios y decesos.
El mes de febrero culminó con 273 097 casos confirmados, 15 513 personas fallecidas y un aumento en la hospitalización de pacientes.

#### Marzo
Al cumplirse un año de la confirmación del primer caso de COVID-19 en el país, se registraron 286 000 casos confirmados.
En este mes también inicio la campaña electoral para la segunda vuelta para las Elecciones presidenciales de 2021, en medio del aumento de casos de COVID.

#### Abril
El 2 de abril el presidente de la República Lenín Moreno, declaró estado de excepción por 30 días en las provincias de Azuay, El Oro, Esmeraldas, Guayas, Loja, Manabí, Pichincha y Santo Domingo de los Tsáchilas, debido al aumento de contagios y para evitar la saturación del sistema de salud, el estado de excepción incluyó un toque de queda desde el 2 de abril de 20:00 a 05:00 h, y finalizó el 9 de abril para no afectar las elecciones del 11 de abril.
Luego el 23 de abri el COE el gobierno declaró un nuevo estado de excepción por 28 días en las provincias de Azuay, Imbabura, El Oro, Los Ríos, Esmeraldas, Santa Elena, Guayas, Loja, Manabí, Pichincha, Tungurahua, Carchi, Cotopaxi, Zamora Chinchipe y Santo Domingo de los Tsáchilas, con un toque de queda de lunes a jueves de 20:00 a 05:00 h y confinamiento absoluto a partir de las 20:00 h del viernes y hasta las 05:00 h del lunes.

#### Mayo
El 20 de mayo culminó el estado de excepción declarado el mes anterior en las 16 provincias, el cual dio resultados con una leve reducción en los contagios en el país y también en la demanda de hospitalización.

## Medidas y prevenciones

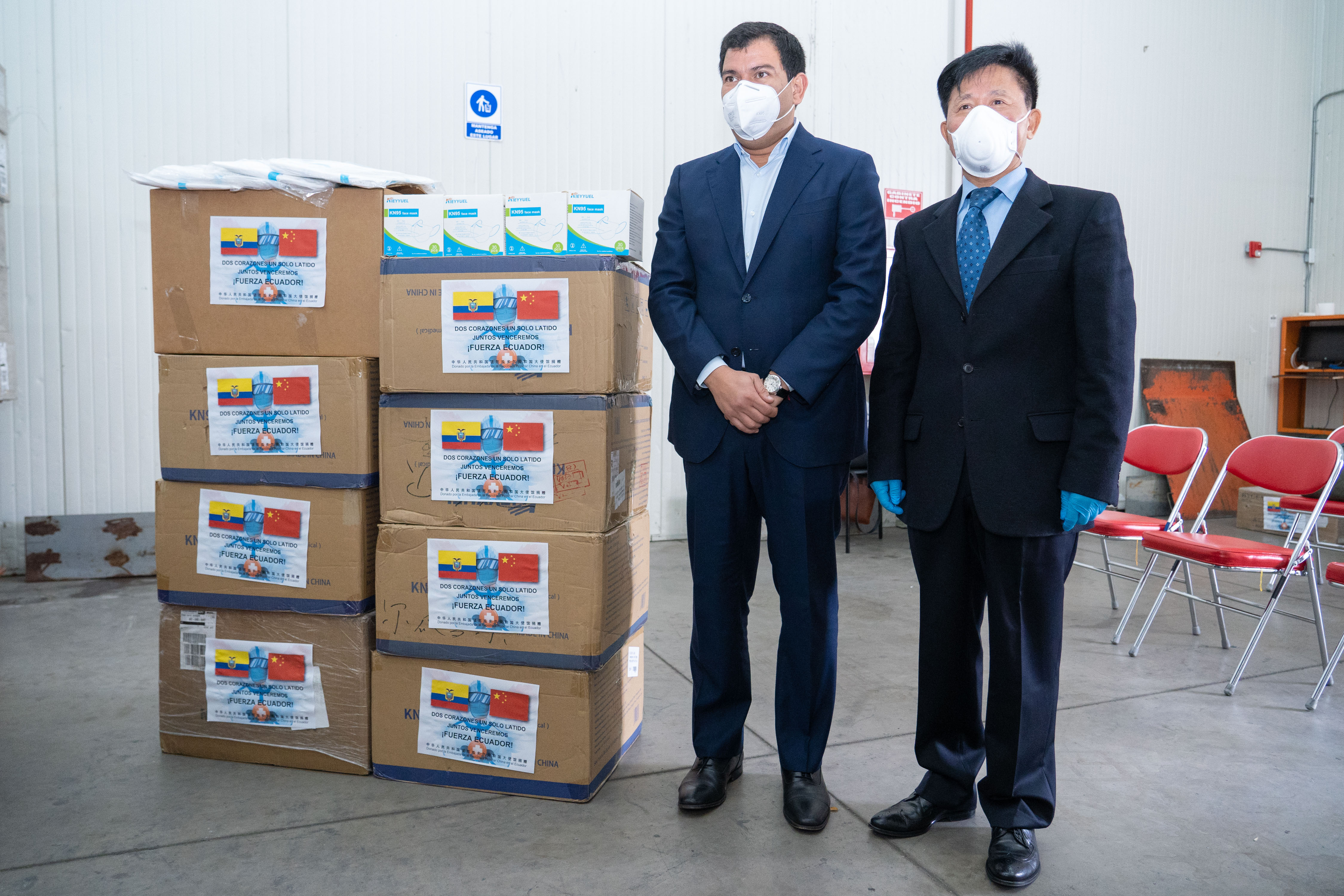
César Litardo, el Presidente de la Asamblea Nacional, recibiendo una donación de material sanitario de la Embajada China de Ecuador con su titular Chen Guoyou (12 de junio).

Luego del anuncio del primer caso de coronavirus en Ecuador, las más grandes aglomeraciones urbanas del país entraron en desesperación, así es el caso de Guayaquil, que las distribuidoras y farmacias vendían a grandes cantidades mascarillas y gel antiséptico, que se llegaron a agotar al día siguiente, el gobierno se vio en necesidad de hacer un llamado a la calma e implementar medidas de seguridad en los lugares con casos reportados.
El gobierno central activó las medidas sanitarias en los aeropuertos del país, en Quito, la regulación de las cámaras térmicas fue necesaria para la entrada de los nuevos pasajeros que ingresan constantemente al país a través de vuelos directos, según los medios de comunicación oficiales del Ministerio de Salud, se implementó brigadas en todos los aeropuertos y se apoyaron con más personal rotativo.
Gobernaciones locales como la Guayaquileña, desplegó un monitoreo constante en los espacios públicos más concurridos de la ciudad, así mismo el día 7 de marzo se llevó a cabo una limpieza y desinfección de uno de los transportes públicos más utilizados de Guayaquil, la Metrovía. Con esto, la alcaldía mencionaba que la estrategia implementada será realizada cada dos días y los recursos utilizados no son nocivos para la salud de los pasajeros, de acuerdo con el boletín informativo de la alcaldesa de Guayaquil, Cynthia Viteri, se espera con ello, evitar que el nuevo virus se logre esparcir por la zona.
El 12 de marzo se anunció la emergencia sanitaria en todo el territorio nacional, la medida se decretó luego de la declaración de la OMS, cambiando el término a pandemia por infecciones de la nueva cepa de coronavirus. La alerta se emitió por un periodo de 60 días y se prevé extenderla de ser necesario. Frente al impacto del coronavirus se suspendió indefinidamente las actividades en los centros educativos del país, incluidas las de estudios superior, tecnológicos y universidades, como alternativa se habilitaron salones virtuales para las actividades de los estudiantes.
Al día 14 de marzo se ampliaron las medidas de restricción, se suspendió el ingreso de pasajeros por vía aérea y marítima por 21 días desde el domingo a media noche, así mencionó Otto Sonnenholzner, vicepresidente del Ecuador, que estuvo al tanto de las medidas en el Comité de Operaciones de Emergencia (COE), desde Quito, mencionó que la restricción también se amplió para ecuatorianos en el exterior, pero se extendió un día de espera para los mismos.
Las principales medidas del gobierno central para la prevención del COVID-19 son:
- Cierre de fronteras marítimas y aéreas a toda persona extranjera (incluidos ecuatorianos en el exterior).
- No se permiten los actos en aglomeraciones, el límite permitido es 30 personas. Posteriormente, esta medida fue revocada en su totalidad, prohibiendo todo tipo de evento o reunión social en todo el territorio nacional.
- La frontera terrestre está parcialmente abierta, lo que deseen ingresar deberán realizar una cuarentena programada.
- Se suspenden eventos sociales de todo tipo, de igual manera los de ámbito religioso.
- Incrementa y se intensifica el protocolo de ingreso para las Islas Galápagos.
- Los geriátricos no podrán ser visitados, al ser el grupo más vulnerable.
- Visitas a los centros de rehabilitación social serán bajo un protocolo especial.
- Está prohibido no atender a una persona con síntomas de COVID-19 en un centro médico.
- El gobierno procederá a sancionar penalmente a los que incumplan con las normas y medidas.

El presidente Lenín Moreno declaró el estado de excepción en el Ecuador la noche del lunes 16 de marzo de 2020. En una Cadena Nacional, el Primer Mandatario dijo que ha dispuesto el cierre de los servicios públicos, a excepción de salud, seguridad, servicios de riesgos y aquellos que, por emergencia, los ministerios decidan mantener abiertos.
En Guayaquil, la alcaldesa Cynthia Viteri dispuso la habilitación del Antiguo Hospital Gineco-Obstétrico Enrique C. Sotomayor para el aislamiento y atención de las personas infectadas con el COVID-19. Días después, el 26 de marzo, tras la recomendación del Ministro de Salud, Juan Carlos Zevallos, las autoridades municipales se acogieron a la misma para que este centro médico sirva para acoger a los pacientes de otras dolencias que no están relacionadas directamente con la enfermedad por coronavirus.
Desde el 22 de marzo, la provincia del Guayas, fue declarada como "Zona de seguridad Nacional" debido al aumento precipitado de casos positivos por coronavirus que presenta la región con relación al resto del país, la medida coloca a disposición de las Fuerzas Armadas del Ecuador todos los protocolos necesarios a realizar en las próximas semanas.
El día 6 de abril, se estableció el uso obligatoria de la mascarilla y la nueva restricción de movilidad en cualquier espacio público, además del uso de guantes para el ingreso a mercados y centros de abastecimiento.

### Etapa de semaforización
El lunes 4 de mayo el Ecuador, por decisión del Centro de Operaciones de Emergencia Nacional (COE-N), derivó a la etapa de semaforización o de distanciamiento social, la ministra de gobierno, María Paula Romo, mencionó que las próximas decisiones para el seguimiento de las restricciones de movilidad y las actividades de ámbito económico, se responsabilizará al COE-Cantonal, para categorizar a los cantones según el criterio establecido.
| Responsabilidades                            | Semáforo                                                                                              | Semáforo                                                                                                   | Semáforo                                                                                                   |
| Responsabilidades                            | Rojo                                                                                                  | Amarillo                                                                                                   | Verde |
| -------------------------------------------- | --- | --- | --- |
| Actividad comercial vía on-line y telefónica | Autorizado                                                                                            | Autorizado                                                                                                 | Autorizado                                                                                                 |
| Actividad comercial en locales               | No autorizado, funcionará mediante la vía en línea en los horarios establecidos (18h00 a 22h00)       | Parcialmente autorizado, se habilitará solo el 30 % de la capacidad comercial                              | Parcialmente autorizado, se habilitará solo el 50 % de la capacidad comercial                              |
| Actividades laborales presenciales           | No se autoriza el retorno a la actividad laboral presencial, se mantendrán las actividades esenciales | Se retorna a la actividad laboral con el máximo de 50 % del personal, se faculta la organización de turnos | Se retorna a la actividad laboral con el máximo de 60 % del personal, se faculta la organización de turnos |
| Movilización de vehículos particulares       | Circulación de vehículos particulares una vez por semana                                              | Circulación de vehículos particulares dos veces por semana                                                 | Circulación de vehículos particulares tres veces por semana                                                |
| Transporte público                           | Parcialmente autorizada la circulación con planes piloto establecidos desde el COE-Cantonal           | Se autoriza la circulación de trasporte urbano                                                             | Se autoriza la circulación de trasporte interparroquial                                                    |
| Toque de queda                               | Desde las 18h00 hasta las 05h00                                                                       | Desde las 22h00 hasta las 04h00 * desde las 21h00 a hasta las 04h00 para Quito                             | Desde las 00h00 hasta las 05h00                                                                            |

## Ciencia y tecnología de Ecuador ante el Covid-19
En Ecuador, la capacidad diagnóstica fue muy limitada desde los principios de la pandemia, por lo que se debía focalizar la respuesta en correspondencia a los contextos locales. El entonces ministro de Salud, Juan Carlos Zevallos, anunció el 16 de agosto la intención de Ecuador de fabricar vacunas, para lo cual sostiene reuniones con varios laboratorios. Pfizer y AstraZeneca fueron parte de conversaciones con el gobierno ecuatoriano. El 29 de diciembre de 2020 precisó que las negociaciones para fabricación nacional de la vacuna son con el laboratorio chino Anhui Zhifei Logcom.
Desde diciembre de 2020, 33 ventiladores mecánicos de fabricación ecuatoriana con aprobación de ARCSA funcionan en hospitales públicos.
Investigadores de la Universidad de las Américas diseñaron y elaboraron el kit de diagnóstico molecular de COVID-19 ECUGEN. El kit contó con registro sanitario y fue utilizado en varios laboratorios del país para afrontar el desabastecimiento de reactivos y los altos costos de los kits comerciales disponibles en Ecuador. ECUGEN fue el primer kit de diagnóstico para la detección de SARS-CoV-2 diseñado en Ecuador y el segundo en Sudamérica.

## Consecuencias

### En el territorio nacional
Las medidas de restricción tuvieron un corte autoritario que excluyó a la sociedad civil en la toma de decisión del Comité de Operaciones de Emergencia y desde el inicio las clases socioeconómicas menos privilegiadas sufrieron un mayor impacto.
Se suspendieron todo tipo de aglomeraciones en centros urbanísticos, principalmente en las ciudades con registros de contagios. Los centros educativos cerraron a nivel nacional, y se declara emergencia sanitaria nacional el 12 de marzo de 2020 en todo el territorio ecuatoriano, de esta manera el turismo en el país queda paralizado en todos los aspectos posibles. Las fronteras aéreas y marítimas están permanentemente cerradas hasta nuevo aviso, afectando a la economía.
A nivel nacional se implementó una cuarentena obligatoria que incluyó una estrategia de toque de queda en todo el país desde las 14h00 hasta las 05h00 del siguiente día. Desde el 12 de abril dicha cuarentena se implementa mediante un sistema de semaforización con tres niveles: rojo, naranja y verde; donde rojo implica una restricción total de la movilidad y actividades laborales presenciales, naranja constituye una restricción parcial de actividades y reactivación de sectores económicos y productivos, y verde pocas restricciones, pero con actividades laborales supervisadas con normas de protección y protocolos para la seguridad laboral. El país inició dicho sistema con una señal roja desde el 12 de abril y que se extiende hasta el 26 de dicho mes.
- Guayaquil: Luego de los reportes que confirmaron la aparición de la nueva cepa del coronavirus en el país, el gobierno decidió cancelar hasta nuevo aviso los eventos masivos en la ciudad, para prevenir contagios, así lo aseguró la ministra de Gobierno, María Paula Romo, que indicó que se tomó las medidas necesarias acorde a los planes del Ministerio de Salud Pública.[114] La ciudad fue la más afectada por el brote de coronavirus en el país, y la segunda ciudad con más contagios en América Latina, solo por detrás de Sao Paulo entre marzo y mayo.[115] Debido al desmedido brote de la pandemia en la ciudad portuaria, existían varios casos de fallecimientos sin el debido levantamientos de cuerpos, el sistema de servicios funerarios colapsó repentinamente, sin la posibilidad de recoger los cuerpos por días, los testimonios, fotos y vídeos se viralizaron por la red social, Twitter.[116]
- Quito: Luego de la declaración de emergencia sanitaria en Ecuador el 12 de marzo, el Municipio de Quito, dirigido por su alcalde, Jorge Yunda, dictaminó la suspensión total de las clases en la ciudad, mencionó dentro del contexto que la mayoría de pasajeros que arriban al territorio pasan por el Aeropuerto Internacional Mariscal Sucre, lo que representaría un riesgo frente a la pandemia de COVID-19 que enfrenta el mundo y avanza en Latinoamérica.[117]
- Babahoyo: Al que igual que en Guayaquil, los eventos con grandes aglomeraciones fueron cancelados por la gobernación local.[114]
- Portoviejo: La actividad comercial se paralizó en toda la ciudad luego de los reportes del primer caso en la provincia, además de las restricciones impuestas por el gobierno central.[118]
- Cuenca: Se suspendió de forma indefinida los eventos masivos de la ciudad, se cerraron parcialmente los mercados, a excepción de los corresponsales de alimentos.[119]
- Galápagos: Existen controles y las restricciones impuestas a los aeropuertos principales del país, incluido los dos de las islas Galápagos.[120]
- Loja: Se suspendieron el Festival de Artes Vivas y las fiestas del Bicentenario de la Independencia, ambos programados para el mes de noviembre de 2020.[121]

## Errores en los informes
A pesar de que la información proporcionada es ratificada por el Ministerio de Salud del Ecuador junto a al Servicio Nacional de Gestión de Riesgos del Ecuador, han atravesado por varias inconsistencias en donde ha sido necesaria la intervención de alguno de los Ministros encargados por el gobierno nacional del país. El día 6 de mayo de 2020, según la infografía receptada del Servicio nacional de gestión de riesgos y emergencias, el informe presentaba una reducción de la cifra de contagiados a nivel nacional, de 31 881 confirmados a 29 420 personas infectadas, según el viceministro de salud pública, Xavier Solórzano, se trataba de una limpieza y depuración a los datos de contagios. Solórzano explicaba que el Ecuador tiene una limitación tecnológica que impidió depurar rápidamente la base de datos que recopila a los contagiados por el número de identidad, razón por la que se realizaron duplicaciones en los sistemas de vigilancia epidemiológica.

## Impacto económico
Tras la llegada del nuevo coronavirus al territorio ecuatoriano y la posterior cuarentena que continúa de forma parcializada con la semaforización, la economía del país muestra una drástica caída junto con la finanzas globales, como consecuencia de la pandemia de coronavirus.
El 20 de abril por primera vez en la historia se registró el petróleo a precio negativo, debido a la Guerra de precios del petróleo entre Rusia y Arabia Saudita de 2020, el país andino, cuyo principal producto de exportación es el crudo que denota alrededor del 40 % del presupuesto del estado ecuatoriano, sobrellevada por consecuencias que esta dejando el COVID-19 en el país, sintió el impacto del duro cambio en los valores del petróleo. El primer mandatario, Lenín Moreno, declaró que debido a la nueva realidad insostenible, se expondrán una serie de reformas y leyes que retrasen el duro golpe de la crisis.
El sector florícola, otro importante exportador en Ecuador, registró una baja del 60 % de sus salidas del país hacia otras naciones, haciendo que se recorte el presupuesto, y según expertos que se afecte la economía doméstica.
El presidente Lenin Moreno anunció recortes en el gasto público, reducciones en los salarios de los funcionarios y el uso de la deuda para hacer frente a las consecuencias económicas del coronavirus y la caída de los precios del petróleo. También se aprobó una ley destinada a flexibilizar la legislación laboral.
La tasa de pobreza alcanzó el 32,4 % en diciembre de 2020 (7,4 puntos más que en diciembre de 2019), según datos del Gobierno. La recesión en 2020 se estima en un 10 %.
El impacto del coronavirus en el Ecuador se asemeja a las diferentes crisis económicas que han  enfrentado  los ecuatorianos, como es el caso de los años ochenta en donde  el fácil endeudamiento externo apalancado en la extracción de petróleo, hizo innecesario promover el ahorro interno. En donde la deuda aumentó con rapidez. La crisis del COVID 19 ha generalizado un impacto en diferentes sectores de la economía afectando directamente los ingresos  para el Estado. Los sectores más afectados generados con esta crisis fue: el comercio, el turismo, el sector privado y como consecuencia de ello el desempleo. El petróleo es el factor económico del Estado Ecuatoriano la disminución de su valor afecta directamente la economía del país generando crisis y y recurriendo al endeudamiento con organismos internacionalmente.

## Actos de corrupción
Desde el inicio de la emergencia sanitaria, se han reportado una serie de actos de corrupción en hospitales públicos, alcaldías y prefecturas, además de sobreprecios en compras de insumos médicos. Las investigaciones han dejado varios exfuncionarios fuera de su cargo, sea por renuncia o por separación, autoridades vinculadas a proceso y detenidas, además de un expresidente detenido y sus hijos y colaboradores cercanos involucrados dentro de la trama de corrupción, y el sorpresivo fallecimiento de una autoridad en funciones e investigada.

## Vacunación

### Gobierno de Lenin Moreno
El 15 de diciembre de 2020 la Angencia Nacional de regulación, control y vigilancia sanitaria (ARCSA) aprobó el uso de la vacuna de las empresas Pfizer–BioNTech, en Ecuador.
El 6 de enero de 2021 el presidente de la República Lenín Moreno anunció la llegada de las primeras 50 000 dosis de la vacuna, que estaban previstas lleguen el 18 de enero, pero debido a retrasos en la distribución, el ministro de salud Juan Carlos Zevallos anunció la llegada de las vacunas el 20 de enero.
El gobierno ecuatoriano se reunió con los directivos de las empresas Pfizer–BioNTech y el 13 de enero anunció que el Ecuador recibirá hasta el mes de marzo, 86 000 dosis de vacuna.
El 20 de enero a las 16:00 h. arribaron al Aeropuerto Mariscal Sucre de Quito las primeras 4000 dosis de la vacuna en un vuelo de la aerolínea KLM, donde la vicepresidenta de la República María Alejandra Muñoz, recibió el desembarque de las primeras dosis. Luego a las 18:00 h. el presidente de la República Lenín Moreno, recibió en Guayaquil las otras 4000 dosis que arribaron en el mismo vuelo al Aeropuerto José Joaquín de Olmedo.
El 21 de enero de 2021, inició la vacunación contra la COVID-19, mediante un plan piloto, priorizando al personal de salud, residentes y cuidadores geriátricos.
La Angencia Nacional de regulación, control y vigilancia sanitaria (ARCSA) también aprobó el 22 de enero de 2021, el uso de las vacunas de las empresas Oxford-AstraZeneca, y el 25 de febrero la vacuna de las empresas Sinovac.
El 2 de marzo de 2021 finalizó la fase cero en todo el país, y el 3 de marzo inicio la fase 1 del plan de vacunación, dónde se cubrirá alrededor de dos millones de personas, siendo las personas de la tercera edad el grupo más objetivo.
El 5 de marzo de 2021, el Gobierno Nacional presentó la página web oficial del Plan Vacunarse, que resume las siguientes entregas programadas: La página web del Plan Vacunarse fue desarrollado por docentes y estudiantes de la Escuela Superior Politécnica del Litoral, mientras que su hosting compete al Ministerio de Telecomunicaciones, En dicha página también los usuarios podían inscribirse para recibir la vacuna, pero presentó presentó problemas y varios usuarios expresaron su descontento en redes sociales.
A fin de acelerar la logística de vacunación, los municipios solicitaron capacidad para negociar e importar vacunas. Esta propuesta fue objeto de una consulta a la Procuraduría General del Estado.
El 12 de marzo de 2021, Galápagos se convirtió en la primera provincia del país en finalizar la fase 1 de vacunación.
El gobierno de Lenín Moreno culminó el 24 de mayo de 2021, según las cifras vacunarón a 1448787 personas con al menos la primera dosis y a 497559 completamente vacunadas.

### Gobierno de Guillermo Lasso
El gobierno de Lasso inició en medio de la crisis sanitaria por la Pandemia de COVID-19 en Ecuador, una de las promesas de campaña de Lasso fue vacunar a 9 millones de personas en los primeros 100 días de su gobierno. Designó a la doctora Ximena Garzón como ministra de salud y ella es la encargada de la vacunación.

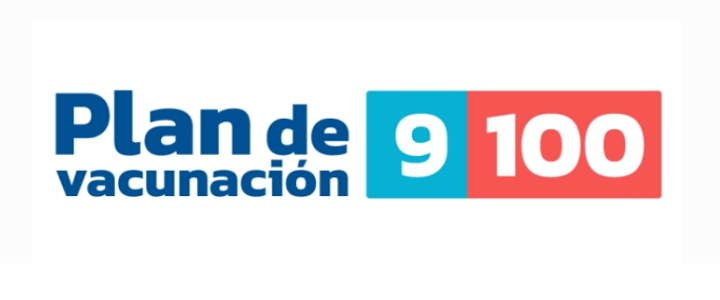
Logo plan de vacunación, denominado 9/100, el cual significa 9 millones de vacunados en 100 días

La vacunación se suspendió a nivel nacional el día de la posesión de Lasso como presidente, debido a un arqueo de dosis y se retomó el 26 de mayo de 2021.
Para lograr el objetivo de imunizar a 9 millones de personas, el 27 de mayo de 2021 el Ministerio de Salud y el Consejo Nacional Electoral (CNE) llegaron a un acuerdo interinstitucional para apoyar al plan de vacunación, en el cual el CNE se comprometió a:
- Apoyar a ejecutar el plan de vacunación en los recintos electorales de votación.[144]
- Poner a disposición del Ministerio de Salud, el padrón electoral utilizado en las últimas elecciones.[145]
- Realizar un aplicativo web para que las personas puedan cosultar su lugar de vacunación, el cual se presentó el 29 de mayo de 2021. Dicho aplicativo al inicio presentó problemas para acceder a la consulta por la saturación de consultas,[146] pero luego estos problemas fueron solucionados.

Entre las innovaciones, se acogió la sugerencia de no limitar los esfuerzos de vacunación a los centros de salud, con solo el apoyo del personal de salud, como se había planteado originalmente, con base en recomendaciones publicadas en Think Global Health.